# Давидіха
Давиді́ха (рос. Давыдиха) — присілок у складі Тотемського району Вологодської області, Росія. Входить до складу Великодворського сільського поселення.

## Населення
Населення — 18 осіб (2010; 29 у 2002).
Національний склад (станом на 2002 рік):
- росіяни — 100 %